# 弱碱
布朗斯特-劳里酸碱理论中，弱碱指在水溶液中不完全电离的碱，意即质子化反应不完全。一般碱的pH值范围为7~14，其中7为中性，14则为强碱性，可通过以下公式计算： 
{\displaystyle {\mbox{pH}}=-\log _{10}\left[{\mbox{H}}^{+}\right]}
相对强碱而言，弱碱从水分子接受质子的能力较差，因而溶液中H+浓度更高，pH值较低。
碱阴离子的电离平衡不涉及H+，通常以OH−离子浓度先计算pOH：
{\displaystyle {\mbox{pOH}}=-\log _{10}\left[{\mbox{OH}}^{-}\right]}
共轭酸（如NH4+）与共轭碱（如NH3）的酸碱平衡式相乘，得到：
{\displaystyle K_{a}\times K_{b}={[H_{3}O^{+}][NH_{3}] \over [NH_{4}^{+}]}\times {[NH_{4}^{+}][OH^{-}] \over [NH_{3}]}=[H_{3}O^{+}][OH^{-}]}
由于{\displaystyle {K_{w}}=[H_{3}O^{+}][OH^{-}]}，因此{\displaystyle K_{a}\times K_{b}=K_{w}}。
等式两边同时取对数，得：
{\displaystyle logK_{a}+logK_{b}=logK_{w}}
最后等式两边同乘-1，结果为：
{\displaystyle pK_{a}+pK_{b}=pK_{w}=14.00}
pH值可由已知的pOH值代入下式计算：
pH = pKw - pOH，pKw = 14.00
与弱酸类似，弱碱在水中也存在电离平衡，其反应平衡常数称作Kb，可作为碱强弱的量度。强碱电离过程完全，Kb值也较大。弱碱，如氨在溶于水时存在下列平衡：
{\displaystyle \mathrm {K_{b}={[NH_{4}^{+}][OH^{-}] \over [NH_{3}]}} }
pH值计算涉及的H+浓度与OH−浓度通过水的离子积联系起来，Kw = 1.0x10−14，见水的自偶电离。强碱中H+浓度较低，即OH−浓度更高，Kb更大。

## 反应平衡
通常以碱的共轭酸百分比来描述弱碱的碱性强弱。若共轭酸浓度更大，则表明pH值更大，若更小则相反。弱碱的共轭酸浓度通常较低。
酸碱平衡式为：
{\displaystyle B(aq)+H_{2}O(l)\leftrightarrow HB^{+}(aq)+OH^{-}(aq)}，B表示碱
{\displaystyle Percentage\ protonated={molarity\ of\ HB^{+} \over \ initial\ molarity\ of\ B}\times 100\%={[{HB}^{+}] \over [B]_{initial}}{\times 100\%}}
式中[B]initial表示假想的反应发生前碱的摩尔浓度。

## 例子
计算0.20 mol/L吡啶水溶液的pH及酸型所占的百分比，吡啶：C5H5N，Kb为1.8 x 10−9。
首先写出酸碱平衡反应式：
{\displaystyle \mathrm {H_{2}O(l)+C_{5}H_{5}N(aq)\leftrightarrow C_{5}H_{5}NH^{+}(aq)+OH^{-}(aq)} }
{\displaystyle K_{b}=\mathrm {[C_{5}H_{5}NH^{+}][OH^{-}] \over [C_{5}H_{5}N]} }
浓度列表，单位为mol/L：
|            | C5H5N   | C5H6N+ | OH− |
| ---------- | ------- | ------ | --- |
| 初始浓度   | 0.20    | 0      | 0   |
| 浓度变化量 | -x      | +x     | +x  |
| 平衡浓度   | 0.20 -x | x      | x   |

| 将平衡浓度代入Kb计算式                         | {\displaystyle K_{b}=\mathrm {1.8\times 10^{-9}} ={x\times x \over 0.20-x}}                           |
| 假设x很小，可以忽略                            | {\displaystyle \mathrm {1.8\times 10^{-9}} \approx {x^{2} \over 0.20}}                                |
| 解出x                                          | {\displaystyle \mathrm {x} \approx {\sqrt {0.20\times (1.8\times 10^{-9})}}=1.9\times 10^{-5}}        |
| 检验 x << 0.20 的假设是否正确                  | {\displaystyle \mathrm {1} .9\times 10^{-5}\ll 0.20}；因此近似可行                                    |
| 由pOH = -log [OH−]，[OH−]=x计算pOH             | {\displaystyle \mathrm {p} OH\approx -log(1.9\times 10^{-5})=4.7}                                     |
| 由pH = pKw - pOH                               | {\displaystyle \mathrm {p} H\approx 14.00-4.7=9.3}                                                    |
| 由[HB+] = x，[B]initial = 0.20计算酸型的百分比 | {\displaystyle \mathrm {p} ercentage\ protonated={1.9\times 10^{-5} \over 0.20}\times 100\%=0.0095\%} |

即，有0.0095%的吡啶以共轭酸C5H6N+的形式存在。

## 常见的弱碱
- 丙氨酸——C3H5O2NH2
- 氨——NH3
- 甲胺——CH3NH2
- 吡啶——C5H5N